# Teresa Żarnower

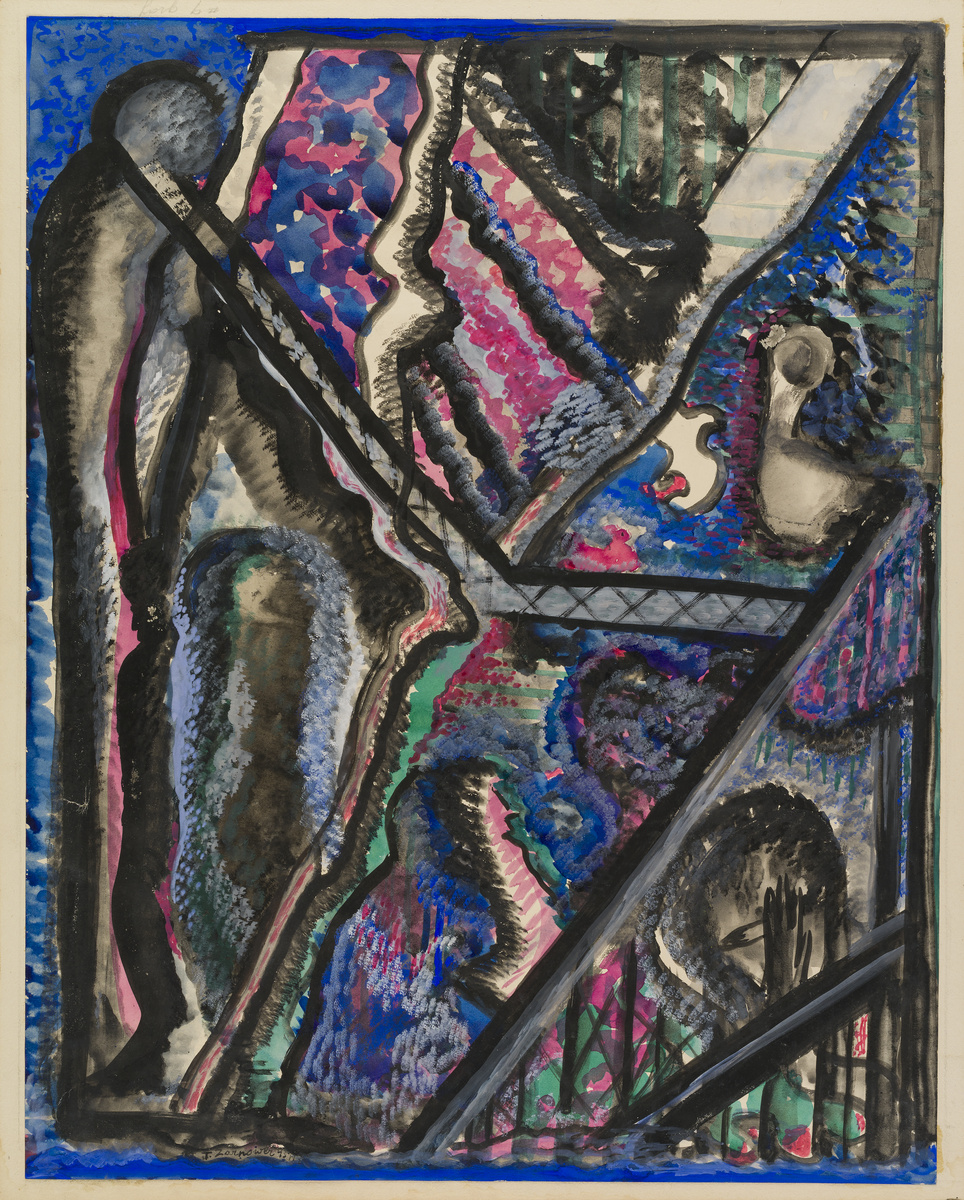
De brug (Most)

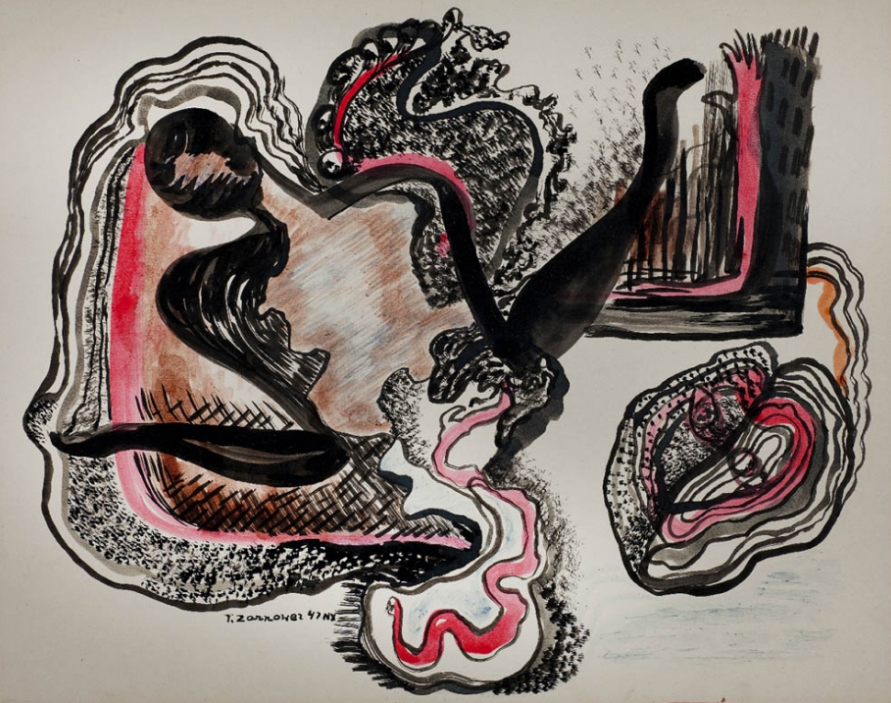
Compositie (Kompozycja), 1947

Teresa Żarnower (Warschau, 1897 – New York, 1949) was een Poolse beeldhouwer en graficus. Zij geldt als een belangrijke vertegenwoordiger van het constructivisme in Polen.

## Leven en werk
Terasa Żarnowerówna werd geboren in een geassimileerde Joodse familie. Zij ontving van 1915 tot 1920 een beeldhouwopleiding bij Edward Wittig (1879-1941) aan de kunstacademie van Warschau. Zij maakte kennis met Henryk Stażewski en Mieczysław Szczuka. Szczuka werd haar werk- en levenspartner. Zij had haar eerste expositie in 1921 in Galerie Zachęty in Warschau. Haar eerste sculpturen waren abstract en geometrisch. In 1923 nam zij deel aan de Tentoonstelling van Nieuwe Kunst in Vilnius, de eerste groepsexpositie van de Poolse constructivisten. Het in de catalogus opgenomen manifest was uitgevoerd door Żarnowerowna in een door haar ontworpen typografie. Met Szczuka nam zij nog in hetzelfde jaar deel aan een door Herwarth Walden georganiseerde tentoonstelling in Galerie Der Sturm in Berlijn. Szczuka en Żarnowerówna sloten zich in 1924 aan bij de constructivistische kunstenaarsgroepering Blok (Grupa Kubistow, Konstruktywistow i Suprematystow - 1924-1926), waaraan onder anderen ook werd deelgenomen door de schilders Władysław Strzemiński, Henryk Berlewi en Henryk Stażewski, en de beeldhouwster Katarzyna Kobro. Zij presenteerde haar werk tweemaal met de groepering Blok: de eerste tentoonstelling was in de Austro-Daimler Auto Salon van de firma Laurin-Clement in Warschau en de tweede rond de jaarwisseling 1924-1925 in Hotel Polonia, eveneens in Warschau. Samen met Szczuka was zij verantwoordelijk voor de redactie en de lay-out van het tijdschrift Blok. De groepering Blok werd in 1926 opgeheven en Mieczysław Szczuka kwam in 1927 bij de beklimming van de Zamarła Turnia in het Tatragebergte door een ongeval om het leven.
In 1929 voltooide zij nog twee projecten van Szczuka: de omslag van het werk 4 fajki van Ilja Ehrenburg en de omslag van het futuristische gedicht Europa (1925) van de Anatol Stern met geometrische figuren en een fotomontage. Vanaf 1931 staakte zij haar activiteiten als kunstenares.

## New York
In 1937 verliet Teresa Żarnower, onder welke naam zij bekend zou blijven, Polen. Na korte verblijven in Parijs, Spanje, Portugal en Canada arriveerde zij in de Verenigde Staten. Zij vestigde zich in New York. Gedurende de Tweede Wereldoorlog voelde zij zich door het nieuws uit Europa genoodzaakt zich weer als kunstenares te engageren. In 1942 ontwierp zij een serie fotomontages "The Defense of Warsaw" en creëerde zij een sculptuur naar aanleiding van de Opstand in het getto van Warschau in 1943. Ondanks haar depressies en de angst voor het lot van haar Joodse familie bleef zij werken. Zij stierf in 1950 in haar appartement in New York, kort nadat zij een brief had ontvangen van haar broer, die schreef dat hij de oorlog had overleefd en in Rusland was.